# Росильна
Роси́льна (укр. Росільна) — село в Дзвинячской сельской общине Ивано-Франковского района Ивано-Франковской области Украины.
Население по переписи 2001 года составляло 3212 человек.